# Lisa Llorens

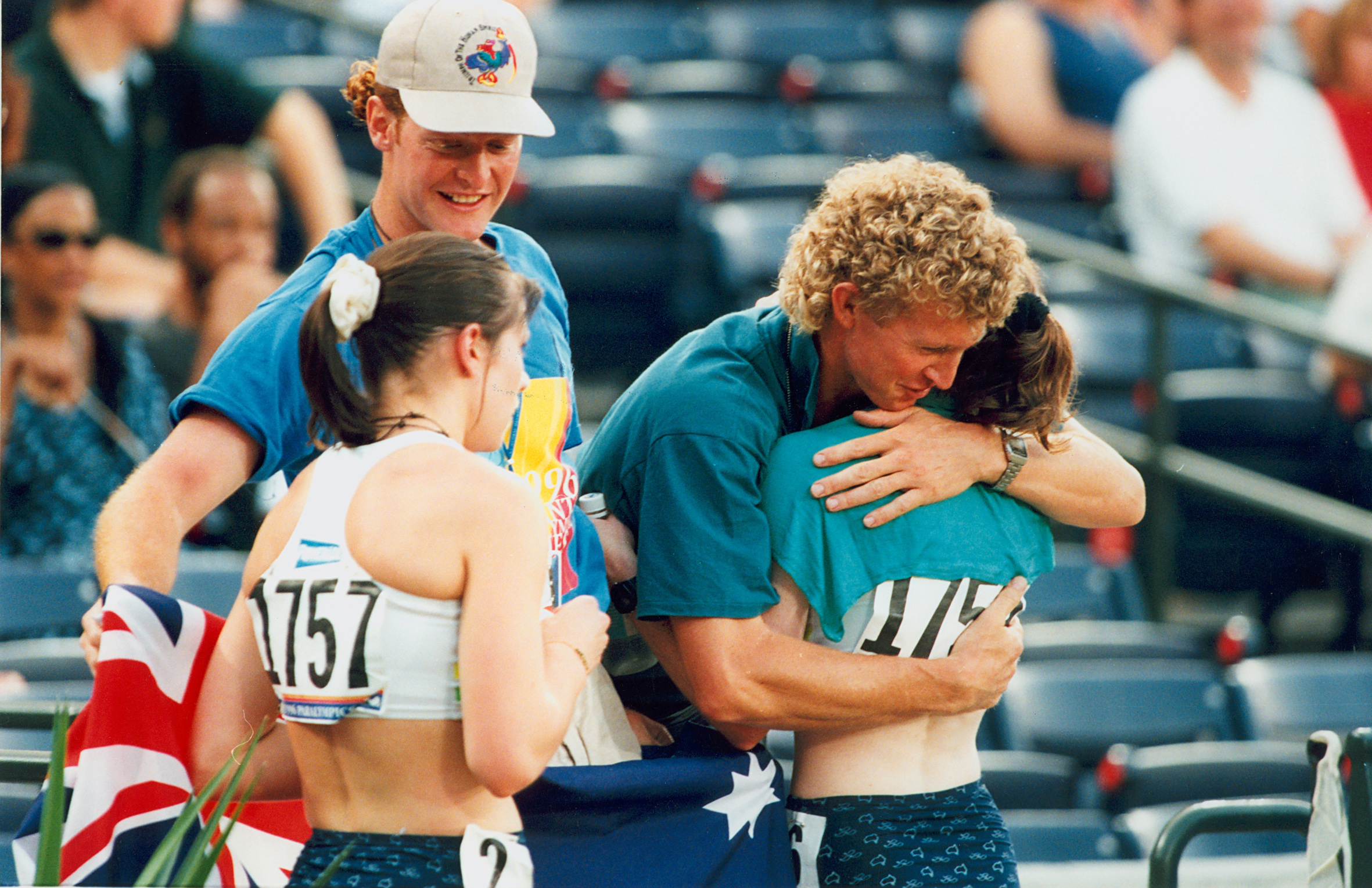
Los entrenadores australianos de atletismo Brett Jones (izquierda) y Chris Nunn felicitan a los atletas Lisa Llorens (izquierda, medallista de bronce) y Sharon Rackham (medallista de oro) después del T20 200 m en los Juegos Paralímpicos de Atlanta de 1996.

Lisa Christina Llorens (Canberra, 17 de enero de 1978) es una atleta paralímpica australiana.

## Biografía
Llorens nació en Canberra. Se especializa como atleta paralímpica en saltos, saltos largos y carreras de velocidad, en competiciones para atletas con autismo.
Es conocida como "The Cheetah" porque tenía una gran afinidad con los guepardos. Comentó: "Siento que tengo una conexión con los guepardos, porque soy bastante tímida, como un gato, y corro muy rápido". Se hizo un documental educativo sobre ella llamado Lisa Llorens:  un guepardo en la pista. Desde 1998 hasta 2002, el Instituto Australiano de Atletas Deportivos le otorgó la beca deportiva para discapacitados.

## Carrera
Compitió en los Juegos Paralímpicos de Verano de 1996 en Atlanta, ganando una medalla de oro y una bronce en eventos de atletismo.   Recibió una Medalla de la Orden de Australia por la presea dorada de 1996. También representó a Australia en los Juegos Paralímpicos de Verano de 2000 en Sídney, y ganó tres medallas de oro en los 200   metros de velocidad, salto de altura y salto de longitud, y una medalla de plata en los 100   metros sprint. Rompió el récord mundial tres veces durante sus cuatro saltos largos.  
También participó en el Campeonato Mundial de Atletismo IPC en 1994, ganando la medalla de plata tanto en salto de longitud como en 200 m y en 1998, ganando oro en 100 m, salto de altura y salto de longitud. Participó en la Copa Mundial Paralímpica en 1998, donde ganó el oro en los 100   metros de velocidad, salto de altura y de longitud. En 2004, debido a la decisión del Comité Paralímpico Internacional de eliminar los eventos para atletas intelectualmente discapacitados de sus actividades oficiales, Llorens se retiró ya que sentía que no le quedaba nada que lograr en el deporte.
El Comité Paralímpico Australiano la describe como "la atleta femenina con discapacidad intelectual más destacada de Australia", junto con Crystal-Lea Adams. En 1997, fue galardonada con la Estrella Deportiva del Año del Territorio de la Capital Australiana. También fue honrada como Joven Ciudadano de Canberra del Año. En noviembre de 2015, fue incluida en el Salón de la Fama del Deporte ACT. En 2016, fue incluida en el Salón de la Fama de la Federación Internacional de Deportes para Personas con Discapacidad Intelectual (INAS).